# Rhynchosia goetzei
Rhynchosia goetzei är en ärtväxtart som beskrevs av Hermann August Theodor Harms. Rhynchosia goetzei ingår i släktet Rhynchosia och familjen ärtväxter. Inga underarter finns listade i Catalogue of Life.